# The Carpenters-diszkográfia
Ez a szócikk a The Carpenters amerikai popegyüttes  diszkográfiája, mely 14 stúdióalbumból, 2 karácsonyi albumból, 49 kislemezből, és számos válogatásalbumból áll. A duót egy testvérpár, Karen (ének és dob) és Richard Carpenter (billentyűs hangszerek, ének) alkotja.
A testvérek az 1960-as évek második felében kezdtek el együtt zenélni. 1969 októberében, hat hónappal azután, hogy szerződést írtak alá az A&M Recordsszal, a Carpenters kiadta bemutatkozó albumát, az Offeringet (a címét később Ticket to Ride-ra változtatták). Egy éven belül listavezető lett a "(They Long to Be) Close to You" című daluk. A Burt Bacharach és Hal David által írt kompozíció viszont nem volt sikeres, amikor Richard Chamberlain televíziós sztár 1963-ban felvette a dalt.
A Carpenters főleg az 1970-es évek első felében ért el nagy sikereket. Az RIAA által hitelesített lemezeik, (albumok, kislemezek, és videók) eladását körülbelül 34,6 millió darabra becsülték. Az Egyesült Királyságban az 1970-es évek hivatalos lemezlistáján a 7. legkelendőbb albumelőadók közé tartoztak. A duó pályafutása során 1. első helyezést elért albumot, és további 4 Top 10-es albumot jegyzett a Billboard 200-as listán, ahol 3 első helyezett kislemezt, 12 Top 10-es dalt, és 20 Top 10-es slágert tudhat magáénak a Billboard Hot 1000-on. Nemzetközi szinten a japán piacon is szerepeltek Mariah Carey és a The Beatles mögött. 2005-ig állítólag több mint 100 millió példányban keltek el lemezeik világszerte.

## Albumok

### Stúdióalbumok
Karrierjük során a Carpenters 14 stúdióalbumot adott ki, köztük két karácsonyi lemezt is. Legutóbb 2001-ben jelent meg Japánban az As Time Goes By című album, majd 2004-ben a nemzetközi piacon is kiadásra került.
| Év                                                          | Album megjelenés | Legjobb slágerlistás helyezés | Legjobb slágerlistás helyezés | Legjobb slágerlistás helyezés | Legjobb slágerlistás helyezés | Legjobb slágerlistás helyezés | Díjak                                   |
| Év                                                          | Album megjelenés | US                            | AUS                           | CAN                           | JPN                           | UK                            | Díjak                                   |
| ----------------------------------------------------------- | --- | ----------------------------- | ----------------------------- | ----------------------------- | ----------------------------- | ----------------------------- | --------------------------------------- |
| 1969                                                        | Ticket to Ride (eredetileg Offering címen) - Megjelent: 1969.október 9. - Label: A&M - Formátum: LP, Magnetofonszalag, MC, CD, Digitális letöltés | 150                           | 19                            | —                             | 88                            | 20                            |                                         |
| 1970                                                        | Close to You - Megjelent: 1970. augusztus 19. - Label: A&M/Polydor - Formátum: LP, Magnetofonszalag, MC, CD, Digitális letöltés                   | 2                             | 16                            | 1                             | 53                            | 23                            | - RIAA: 2× Platina                      |
| 1971                                                        | Carpenters - Megjelent: 1971. május 14. - Label: A&M - Formátum: LP, Magnetofonszalag, MC, CD, Digitális letöltés                                 | 2                             | 16                            | 6                             | 47                            | 12                            | - RIAA: 4× Platina - BPI: Arany         |
| 1972                                                        | A Song for You - Megjelent: 1972. június 22. - Label: A&M - Formátum: LP, Magnetofonszalag, MC, CD, Digitális letöltés                            | 4                             | 6                             | 5                             | 5                             | 13                            | - RIAA: 3× Platina                      |
| 1973                                                        | Now & Then - Megjelent: 1973. május 1. - Label: A&M - Formátum: LP, Magnetofonszalag, MC, CD, Digitális letöltés                                  | 2                             | 3                             | 2                             | 1                             | 2                             | - RIAA: 2× Platina - BPI: Arany         |
| 1975                                                        | Horizon - Megjelent: 1975. június 6. - Label: A&M - Formátum: LP, Magnetofonszalag, MC, CD, Digitális letöltés                                    | 13                            | 21                            | 4                             | 1                             | 1                             | - RIAA: Platina - BPI: Arany - MC: Gold |
| 1976                                                        | A Kind of Hush - Megjelent: 1976. június 11. - Label: A&M - Formátum: LP, Magnetofonszalag, MC, CD, Digitális letöltés                            | 33                            | 57                            | 22                            | 5                             | 3                             | - RIAA: Arany - BPI: Arany              |
| 1977                                                        | Passage - Megjelent: 1977. szeptember 23. - Label: A&M - Formátum: LP, Magnetofonszalag, MC, CD, Digitális letöltés                               | 49                            | 48                            | 57                            | 7                             | 12                            | - BPI: Arany                            |
| 1978                                                        | Christmas Portrait - Megjelent: 1978. október 13. - Label: A&M - Formátum: LP, MC, CD, Digitális letöltés                                         | 56                            | —                             | —                             | —                             | 104                           | - RIAA: Platina - MC: Arany             |
| 1981                                                        | Made in America - Megjelent: 1981. június 16. - Label: A&M - Formátum: LP, MC, CD, Digitális letöltés                                             | 52                            | 50                            | —                             | 44                            | 12                            | - BPI: Ezüst                            |
| 1983                                                        | Voice of the Heart - Megjelent: 1983. október 18. - Label: A&M - Formátum: LP, MC, CD, Digitális letöltés                                         | 46                            | 54                            | —                             | 41                            | 6                             | - RIAA: Arany - BPI: Arany              |
| 1984                                                        | An Old-Fashioned Christmas - Megjelent: 1984 - Label: A&M - Formátum: LP, MC, CD, Digitális letöltés                                              | 190                           | —                             | —                             | —                             | —                             | - RIAA: Arany                           |
| 1989                                                        | Lovelines - Megjelent: 1989. október 31. - Label: A&M - Formátum: LP, MC, CD, Digitális letöltés                                                  | —                             | —                             | —                             | —                             | 73                            |                                         |
| 2001                                                        | As Time Goes By - Megjelent: 2001. augusztus 1. - Label: A&M - Formátum: CD, Digitális letöltés                                                   | —                             | —                             | —                             | 18                            | —                             | - RIAJ: Arany                           |
| "—" nem jelent meg, vagy nem ért el slágerlistás helyezést. | |                               |                               |                               |                               |                               |                                         |

### Live albumok
A Carpenters két live albumot adott ki hivatalosan, azonban egyiket sem adták ki hazájukban.
| Év   | Cím | Legjobb slágerlistás helyezés | Legjobb slágerlistás helyezés | Díjak        |
| Év   | Cím | JPN                           | UK                            | Díjak        |
| ---- | --- | ----------------------------- | ----------------------------- | ------------ |
| 1975 | Live in Japan - Megjelent: 1975. március 7. - Felvételek: 1974. június - Label: A&M/King - Csak japánban jelent meg. - Formátum: LP, MC, CD | 8                             | —                             |              |
| 1976 | Live at the Palladium - Megjelent: 1976. december - Felvételek: 1976. november - Label: A&M - Formátum: LP, MC, CD                          | 24                            | 28                            | - BPI: Arany |

### Szólóalbumok
| Év   | Cím                                       | Megjegyzések |
| ---- | ----------------------------------------- | --- |
| 1987 | Time                                      | - Megjelent: 1987. október - Richard Carpenter debütáló szólóalbuma. - Közreműködött: Dusty Springfield, Dionne Warwick, és Scott Grimes színész - Elfogyott - Label: A&M - Formátum: LP, MC, CD                                                             |
| 1996 | Karen Carpenter                           | - Megjelent: 1996. október 8. - Karen első, és egyetlen "posztumusz" szólóalbuma. - Producer: Phil Ramone a felvételek New York-ban készültek 1979–1980 között. - Elfogyott az Egyesült Államokban. - Label: A&M - Formátum: Digitális letöltés, MC, CD      |
| 1998 | Pianist • Arranger • Composer • Conductor | - Megjelent: 1998. január 27. - Richard második, késői szólóalbuma. - Tartalmazza a Carpenters népszerű instrumentális dalait. - A lemezt Richard elhunyt édesanyjának, Agnes-nek ajánlotta. - Elfogyott - Label: A&M - Formátum: Digitális letöltés, MC, CD |

### Válogatás albumok
A következő kiadványok a Carpenters legnagyobb slágereit tartalmazza, amelyeket az Egyesült Államokban, Kanadában és/vagy az Egyesült Királyságban adtak ki.
| Év   | Album megjelenés | Legjobb slágerlistás helyezések | Legjobb slágerlistás helyezések | Legjobb slágerlistás helyezések | Legjobb slágerlistás helyezések | Díjak                                           |
| Év   | Album megjelenés | US                              | JPN                             | UK                              | CAN                             | Díjak                                           |
| ---- | --- | ------------------------------- | ------------------------------- | ------------------------------- | ------------------------------- | ----------------------------------------------- |
| 1973 | The Singles: 1969–1973 - Megjelent: 1973. november 9. - Label: A&M - Formátum: LP, 8-track, MC, CD, Digitális letöltés                                                    | 1                               | —                               | 1                               | 1                               | - RIAA: 7× Platina - BPI: Platina - MC: Platina |
| 1978 | The Singles: 1974–1978 - Megjelent: 1978. november - Label: A&M - Formátum: LP, MC                                                                                        | —                               | —                               | 2                               | —                               |                                                 |
| 1984 | Yesterday Once More - Megjelent: 1985 - Label: A&M - Formátum: LP, MC, CD, Digitális letöltés                                                                             | 144                             | 35                              | 10                              | —                               | - RIAA: 2× Platina - BPI: Platina               |
| 1990 | Only Yesterday - Megjelent: 1990. március - Label: A&M - Formátum: LP, MC, CD, Digitális letöltés                                                                         | —                               | —                               | 1                               | —                               | - BPI: 5× Platina                               |
| 1995 | Interpretations - Megjelent: 1995. február 7. - Label: A&M - Formátum: MC, CD, Digitális letöltés                                                                         | —                               | —                               | 29                              | —                               | - BPI: Arany+Ezüst                              |
| 1997 | Love Songs - Megjelent: 1997 - Label: A&M - Formátum: MC, CD, Digitális letöltés                                                                                          | 106                             | —                               | 47                              | —                               | - RIAA: Arany - BPI: Arany                      |
| 1998 | Reflections - Megjelent: 1998. június 30. - Label: A&M - Formátum: MC, CD, Digitális letöltés [A]                                                                         | —                               | —                               | —                               | —                               | - BPI: Ezüst                                    |
| 2000 | The Singles: 1969–1981 - Megjelent: 2000 - Label: A&M - Formátum: MC, CD, Digitális letöltés                                                                              | 45                              | 73                              | 65                              | —                               |                                                 |
| 2003 | Carpenters Perform Carpenter - Megjelent: 2003. július 29. - Label: A&M - Formátum: MC, CD, Digitális letöltés                                                            | —                               | —                               | —                               | —                               |                                                 |
| 2004 | Gold: 35th Anniversary Edition - A 2000-ben megjelent európai válogatás bővített változata - Megjelent: 2004. február 10. - Label: A&M - Formátum: CD, Digitális letöltés | 101                             | 79                              | 4                               | —                               | - RIAA: Arany - BPI: 4× Platina                 |
| 2006 | The Ultimate Collection - Megjelent: 2006. november 26. - Label: A&M - Formátum: CD, Digitális letöltés                                                                   | —                               | —                               | —                               | —                               | - BPI: Arany                                    |
| 2009 | 40/40 - Megjelent: 2009. április 22. - Label: A&M / Universal - Formátum: CD, Digitális letöltés                                                                          | —                               | 3                               | 21                              | —                               | - BPI: Arany - RIAJ: Arany                      |
| 2014 | Icon - Megjelent: 2014. december 24. - Label: A&M / UMe - Formátum: CD, Digitális letöltés                                                                                | —                               | —                               | —                               | —                               |                                                 |
| 2015 | The Complete Singles - Megjelent: 2015. november - Label: A&M / TJL Productions / UMe - Formátum: CD (3 disc set)- csak PBS adományozás útján érhető el.                  | —                               | —                               | —                               | —                               |                                                 |
| 2016 | The Nation's Favourite Songs - Megjelent: 2016. szeptember - Label: A&M - Formátum: CD, Digitális letöltés                                                                | —                               | —                               | 2                               | —                               | - BPI: Ezüst                                    |
| 2018 | Carpenters with the Royal Philharmonic Orchestra - Megjelent: 2018. december 7. - Label: A&M, Universal Music Enterprises - Formátum: LP, CD, Digitális letöltés          | —                               | 25                              | 8                               | —                               | - BPI: Arany                                    |

- A^ Az album csak az Egyesült Királyságban tölthető le.
- "—" nem jelent meg, vagy nem volt slágerlistás helyezés.

### Box szettek
| Év   | Album megjelenés                                                                    |
| ---- | ----------------------------------------------------------------------------------- |
| 1991 | From the Top - Label: A&M - Formátum: CD, Digitális letöltés                        |
| 2002 | The Essential Collection: 1965–1997 - Label: A&M - Formátum: CD, Digitális letöltés |

## Limitált kiadványok
| - Golden Prize (csak Japánban jelent meg.) - Megjelent: 1971. szeptember 10. - Label: A&M/King - Formátum: LP, MC - Slágerlistás helyezés: #3 - Golden Double Deluxe (csak Japánban jelent meg.) - Megjelent: 1972. február 10. - Label: A&M/King - Formátum: LP - Slágerlistás helyezés: #10 - Great Hits of the Carpenters (csak Ausztráliában jelent meg.) - Megjelent: 1972 - Label: A&M/King - Formátum: LP - Slágerlistás helyezés: #3 - GEM I (csak Japánban jelent meg.) - Megjelent: 1972. október 10. - Label: A&M/King - Formátum: LP - Slágerlistás helyezés: #13 - MAX 20 (csak Japánban jelent meg.) - Megjelent: 1973. március 10. - Label: A&M/King - Formátum: LP - Slágerlistás helyezés: #26 - GEM II (csak Japánban jelent meg.) - Megjelent: 1973. október 25. - Label: A&M/King - Formátum: LP - Slágerlistás helyezés: #3 - Great Hits of the Carpenters Volume 2 (csak Ausztráliában jelent meg.) - Megjelent: 1972 - Label: A&M/King - Formátum: LP - Slágerlistás helyezés: #24 | - Golden Prize Volume II (csak Japánban jelent meg.) - Megjelent: 1974. április 10. - Label: A&M/King - Formátum: LP, MC - Slágerlistás helyezés: #1 - Big Star (csak Japánban jelent meg.) - Megjelent: 1974. június 1. - Label: A&M/King - Formátum: MC - Slágerlistás helyezés: #20 - Special Series (csak Japánban jelent meg.) - Megjelent: 1976. november 1. - Label: A&M/King - Formátum: MC - Slágerlistás helyezés: #36 - Ketteiban (The Definitive) (csak Japánban jelent meg.) - Megjelent: 1982. június 21. - Label: A&M/Alfa - Formátum: MC - Slágerlistás helyezés: #61 - The Very Best of the Carpenters (csak Ausztráliában és Új-Zélandon jelent meg.) - Megjelent: 1982 - Label: A&M/Festival - Formátum: LP - Slágerlistás helyezések: #1, #2 - Only Yesterday (a.k.a. Their Greatest Hits) - Megjelent: 1990. március - Label: A&M - Formátum: LP, MC, CD, Digitális letöltés - Slágerlistás helyezések: #1, #8, #9, #25, #25 - Díjak: 5× Platina(BPI), Platina (RIAJ), Platina (ARIA) - Seishun no Kagayaki: The Best of (22 Hits of the Carpenters) (csak Japánban jelent meg.) - Megjelent: 1995. november 10. - Label: A&M / Polydor Japan - Formátum: CD, MD, MC - Slágerlistás helyezés: #3 - Díjak: 12× Platina (RIAJ) - Yesterday Once More: De Nederlandse Singles Collectie (csak Hollandiában jelent meg.) - Megjelent: 2001 - Label: A&M / Universal - Formátum: CD - Slágerlistás helyezés: #22 |

## Kislemezek
| Év   | Dal                                                                      | Slágerlistás helyezés | Slágerlistás helyezés | Slágerlistás helyezés | Slágerlistás helyezés | Slágerlistás helyezés | Slágerlistás helyezés | Slágerlistás helyezés | Slágerlistás helyezés | Slágerlistás helyezés | Slágerlistás helyezés | Slágerlistás helyezés | B-oldalon                                     | Díjak                                  | Album                                   |
| Év   | Dal                                                                      | US                    | US AC                 | AUS                   | CAN                   | CAN AC                | GER                   | IRE                   | JPN                   | NL                    | NZ                    | UK                    | B-oldalon                                     | Díjak                                  | Album                                   |
| ---- | ------------------------------------------------------------------------ | --------------------- | --------------------- | --------------------- | --------------------- | --------------------- | --------------------- | --------------------- | --------------------- | --------------------- | --------------------- | --------------------- | --------------------------------------------- | -------------------------------------- | --------------------------------------- |
| 1966 | "Looking for Love" (kizárólag Karen Carpenter nevéhez fűződik)           | —                     | —                     | —                     | —                     | —                     | —                     | —                     | —                     | —                     | —                     | —                     | "I'll Be Yours"                               |                                        | From the Top – The Essential Collection |
| 1969 | "Ticket to Ride"                                                         | 54                    | 19                    | —                     | —                     | —                     | —                     | —                     | —                     | —                     | —                     | —                     | "Your Wonderful Parade"                       |                                        | Offering                                |
| 1970 | "(They Long to Be) Close to You"                                         | 1                     | 1                     | 1                     | 1                     | —                     | —                     | 6                     | 71                    | 30                    | 9                     | 6                     | "I Kept on Loving You"                        | - RIAA: Arany                          | Close to You                            |
| 1970 | "We've Only Just Begun"                                                  | 2                     | 1                     | 6                     | 1                     | 1                     | —                     | —                     | 71                    | —                     | —                     | 28                    | "All of My Life"                              | - RIAA: Arany                          | Close to You                            |
| 1970 | "Merry Christmas, Darling"                                               | —                     | —                     | —                     | 50                    | —                     | —                     | —                     | —                     | —                     | —                     | 45                    | "Mr. Guder"                                   |                                        | Christmas Portrait                      |
| 1971 | "For All We Know"                                                        | 3                     | 1                     | 10                    | 7                     | 1                     | —                     | —                     | —                     | —                     | 6                     | 18                    | "Don't Be Afraid"                             | - RIAA: Arany                          | Carpenters                              |
| 1971 | "Rainy Days and Mondays"                                                 | 2                     | 1                     | 35                    | 3                     | 1                     | —                     | —                     | 72                    | —                     | —                     | 53[B]                 | "Saturday"                                    | - RIAA: Arany                          | Carpenters                              |
| 1971 | "Superstar"                                                              | 2                     | 1                     | 35                    | 3                     | 1                     | —                     | —                     | 7                     | 19                    | 9                     | 18                    | "Bless the Beasts and Children"               | - RIAA: Arany                          | Carpenters                              |
| 1971 | "Bless the Beasts and Children"                                          | 67                    | 26                    | —                     | —                     | 17                    | —                     | —                     | 85                    | —                     | —                     | —                     | B-side of "Superstar"                         |                                        | A Song for You                          |
| 1972 | "Hurting Each Other"                                                     | 2                     | 1                     | 4                     | 2                     | 3                     | —                     | —                     | 56                    | —                     | 7                     | —                     | "Maybe It's You"                              | - RIAA: Arany                          | A Song for You                          |
| 1972 | "It's Going to Take Some Time"                                           | 12                    | 2                     | 24                    | 13                    | 1                     | —                     | —                     | 48                    | —                     | —                     | —                     | "Flat Baroque"                                |                                        | A Song for You                          |
| 1972 | "Goodbye to Love"                                                        | 7                     | 2                     | 25                    | 4                     | 1                     | —                     | 12                    | 55                    | —                     | 5                     | 9                     | "Crystal Lullaby"                             |                                        | A Song for You                          |
| 1973 | "Sing"                                                                   | 3                     | 1                     | 24                    | 4                     | 5                     | —                     | —                     | 18                    | —                     | 7                     | 55[B]                 | "Druscilla Penny"                             | - RIAA: Arany                          | Now & Then                              |
| 1973 | "Yesterday Once More"                                                    | 2                     | 1                     | 9                     | 1                     | 1                     | 21                    | 8                     | 5                     | 5                     | —                     | 2                     | "Road Ode"                                    | - RIAA: Arany - BPI: Ezüst             | Now & Then                              |
| 1973 | "Top of the World"                                                       | 1                     | 2                     | 1                     | 1                     | 2                     | 38                    | 3                     | 21                    | 12                    | 14                    | 5                     | "Heather"                                     | - RIAA: Arany - BPI: Ezüst             | A Song for You                          |
| 1974 | "Jambalaya (On the Bayou)"                                               | —                     | —                     | 95                    | —                     | —                     | 50                    | 12                    | 28                    | 3                     | 13                    | 12                    | "Mr. Guder"                                   |                                        | Now & Then                              |
| 1974 | "I Won't Last a Day Without You"                                         | 11                    | 1                     | 63                    | 7                     | 1                     | —                     | —                     | 40                    | —                     | —                     | 32                    | "One Love"                                    |                                        | A Song for You                          |
| 1974 | "Santa Claus Is Comin' to Town"                                          | —                     | —                     | —                     | —                     | —                     | —                     | —                     | —                     | —                     | —                     | 37                    | "Merry Christmas, Darling"                    |                                        | An Old Fashioned Christmas              |
| 1974 | "Please Mr. Postman"                                                     | 1                     | 1                     | 1                     | 1                     | 1                     | 10                    | 2                     | 11                    | 29                    | 4                     | 2                     | "This Masquerade"                             | - RIAA: Arany - BPI: Ezüst - MC: Arany | Horizon                                 |
| 1975 | "Only Yesterday"                                                         | 4                     | 1                     | 16                    | 2                     | 2                     | 43                    | 5                     | 12                    | —                     | 10                    | 7                     | "Happy"                                       |                                        | Horizon                                 |
| 1975 | "Solitaire"                                                              | 17                    | 1                     | 61                    | 12                    | 3                     | —                     | 44                    | —                     | —                     | 6                     | 32                    | "Love Me for What I Am"                       |                                        | Horizon                                 |
| 1976 | "There's a Kind of Hush"                                                 | 12                    | 1                     | 33                    | 11                    | 1                     | —                     | 7                     | 27                    | —                     | 5                     | 22                    | "(I'm Caught Between) Goodbye and I Love You" |                                        | A Kind of Hush                          |
| 1976 | "I Need to Be in Love"                                                   | 25                    | 1                     | 47                    | 31                    | 1                     | —                     | 14                    | 62                    | —                     | —                     | 36                    | "Sandy"                                       |                                        | A Kind of Hush                          |
| 1976 | "Goofus"                                                                 | 56                    | 4                     | —                     | 82                    | 6                     | —                     | —                     | —                     | —                     | —                     | —                     | "Boat to Sail"                                |                                        | A Kind of Hush                          |
| 1976 | "Breaking Up Is Hard to Do"                                              | —                     | —                     | —                     | —                     | —                     | —                     | —                     | 71                    | —                     | —                     | —                     | "I Have You"                                  |                                        | A Kind of Hush                          |
| 1977 | "All You Get from Love Is a Love Song"                                   | 35                    | 4                     | 89                    | 38                    | 5                     | —                     | —                     | 68                    | —                     | —                     | 54[B]                 | "I Have You"                                  |                                        | Passage                                 |
| 1977 | "Calling Occupants of Interplanetary Craft"                              | 32                    | 18                    | 13                    | 9                     | 10                    | —                     | 1                     | —                     | —                     | 19                    | 9                     | "Can't Smile Without You"                     |                                        | Passage                                 |
| 1978 | "Sweet, Sweet Smile"                                                     | 44                    | 7                     | 100                   | 33                    | 7                     | 22                    | —                     | 59                    | 22                    | —                     | 40                    | "I Have You"                                  |                                        | Passage                                 |
| 1978 | "I Believe You"                                                          | 68                    | 9                     | —                     | 81                    | 22                    | —                     | —                     | —                     | —                     | —                     | —                     | "B'wana, She No Home"                         |                                        | Made in America                         |
| 1981 | "Touch Me When We're Dancing"                                            | 16                    | 1                     | 78                    | —                     | 4                     | —                     | —                     | —                     | —                     | 22                    | —                     | "Because We Are in Love (The Wedding Song)"   |                                        | Made in America                         |
| 1981 | "(Want You) Back in My Life Again"                                       | 72                    | 14                    | —                     | —                     | —                     | —                     | —                     | —                     | —                     | —                     | —                     | "Somebody's Been Lyin'"                       |                                        | Made in America                         |
| 1981 | "Those Good Old Dreams"                                                  | 63                    | 21                    | —                     | —                     | 9                     | —                     | —                     | —                     | —                     | —                     | —                     | "When It's Gone (It's Just Gone)"             |                                        | Made in America                         |
| 1982 | "Beechwood 4-5789"                                                       | 74                    | 18                    | —                     | —                     | —                     | —                     | —                     | —                     | —                     | 9                     | —                     | "Two Sides"                                   |                                        | Made in America                         |
| 1983 | "Make Believe It's Your First Time"                                      | 101                   | 7                     | 80                    | —                     | 2                     | —                     | 20                    | —                     | —                     | —                     | 60                    | "Look to Your Dreams"                         |                                        | Voice of the Heart                      |
| 1984 | "Your Baby Doesn't Love You Anymore"                                     | —                     | 12                    | —                     | —                     | 21                    | —                     | —                     | —                     | —                     | —                     | —                     | "Sailing on the Tide"                         |                                        | Voice of the Heart                      |
| 1984 | "Now"                                                                    | —                     | —                     | —                     | —                     | —                     | —                     | —                     | —                     | —                     | —                     | —                     | "Look to Your Dreams"                         |                                        | Voice of the Heart                      |
| 1984 | "Little Altar Boy"                                                       | —                     | —                     | —                     | —                     | —                     | —                     | —                     | —                     | —                     | —                     | —                     | "Do You Hear What I Hear?"                    |                                        | An Old Fashioned Christmas              |
| 1986 | "Honolulu City Lights"                                                   | —                     | —                     | —                     | —                     | —                     | —                     | —                     | —                     | —                     | —                     | —                     | "I Just Fall in Love Again"                   |                                        | Lovelines                               |
| 1987 | "Something in Your Eyes" (Richard Carpenter featuring Dusty Springfield) | —                     | 12                    | —                     | —                     | —                     | —                     | —                     | —                     | —                     | —                     | —                     | "Time"                                        |                                        | Time                                    |
| 1989 | "If I Had You" (Karen Carpenter)                                         | —                     | 18                    | —                     | —                     | —                     | —                     | —                     | —                     | —                     | —                     | —                     | "The Uninvited Guest"                         |                                        | Lovelines                               |
| 1990 | "Merry Christmas, Darling" (re-issue)                                    | —                     | —                     | —                     | —                     | —                     | —                     | 18                    | —                     | —                     | —                     | 25                    | "(They Long to Be) Close to You"              |                                        | Christmas Portrait                      |
| 1991 | "Let Me Be the One" (promotional single)                                 | —                     | —                     | —                     | —                     | —                     | —                     | —                     | —                     | —                     | —                     | —                     |                                               |                                        | From the Top                            |
| 1993 | "Rainy Days and Mondays" (újrakiadás)                                    | —                     | —                     | —                     | —                     | —                     | —                     | —                     | —                     | —                     | —                     | 63                    | "Goodbye to Love"                             |                                        | From the Top                            |
| 1994 | "Tryin' to Get the Feeling Again"                                        | —                     | —                     | —                     | —                     | —                     | —                     | —                     | —                     | —                     | —                     | 44                    | "Sing"                                        |                                        | Interpretations                         |
| 1995 | "I Need to Be in Love" (Japan újrakiadás)                                | —                     | —                     | —                     | —                     | —                     | —                     | —                     | 5                     | —                     | —                     | —                     | "Top of the World"                            |                                        | 22 Hits of the Carpenters               |
| 1996 | "Make Believe It's Your First Time" (Karen Carpenter)                    | —                     | —                     | —                     | —                     | —                     | —                     | —                     | —                     | —                     | —                     | —                     | "If We Try"                                   |                                        | Karen Carpenter                         |
| 1996 | "Ave Maria"                                                              | —                     | —                     | —                     | —                     | —                     | —                     | —                     | —                     | —                     | —                     | —                     | "Merry Christmas, Darling"                    |                                        | Christmas Portrait                      |
| 1998 | "Karen's Theme" (Richard Carpenter)                                      | —                     | —                     | —                     | —                     | —                     | —                     | —                     | —                     | —                     | —                     | —                     | No B-side                                     |                                        | Pianist, Arranger, Composer, Conductor  |
| 2001 | "The Rainbow Connection"                                                 | —                     | —                     | —                     | —                     | —                     | —                     | —                     | 47                    | —                     | —                     | —                     | "Leave Yesterday Behind", "Medley"            |                                        | As Time Goes By                         |
| 2003 | "Top of the World" (Japán újrakiadás)                                    | —                     | —                     | —                     | —                     | —                     | —                     | —                     | 83                    | —                     | —                     | —                     | "Top of the World", "Sing" (karaoke)          |                                        | Gold                                    |

## Videoklipek
- "Dancing in the Street" (1968)
- "Ticket to Ride" (1969)
- "(They Long to Be) Close to You" (1970)
- "We've Only Just Begun" (1970)
- "For All We Know" (1971)
- "Rainy Days and Mondays" (1971)
- "Superstar" (1971)
- "Hurting Each Other]]" (1972)
- "Top of the World" (1973)
- "Yesterday Once More" (1973)
- "Jambalaya (On the Bayou)" (1974)
- "Sing" (1974)
- "Please Mr. Postman" (1974)
- "Only Yesterday" (1975)
- "There's a Kind of Hush" (1976)
- "I Need to Be in Love" (1976)
- "Goofus (song)|Goofus" (1976)
- "All You Get from Love Is a Love Song" (1977)
- "Calling Occupants of Interplanetary Craft" (1977)
- "Sweet, Sweet Smile" (1978)
- "Little Girl Blue" (1979)
- "When I Fall in Love" (1980)
- "Touch Me When We're Dancing" (1981)
- "(Want You) Back in My Life Again" (1981)
- "Those Good Old Dreams" (1981)
- "Beechwood 4-5789" (1982)
- "Now" (1983)

## Holiday 100 slágerlistás helyezések
Mivel az Egyesült Államokban sok rádióállomás minden decemberben karácsonyi zenét kezd el sugározni, sok ünnepi dal népszerűsége évente megugrik az év utolsó heteiben, és az ünnepek végén lecseng. 2011 decemberében a Billboard elindította Holiday Songs című slágerlistáját 50 dallal, amely minden év utolsó öt hetét figyeli, és minden korszak legnépszerűbb ünnepi slágereit rangsorolja a Hot 100-as listához hasonló módszerrel, a streamelési, leadás, és eladások keverésével. 2013-ban megduplázták a grafikon pozícióinak számát, ami a Holiday 100-at eredményezte. Csupán maroknyi Carpenters felvétel jelent meg ezen a slágerlistán. Az alábbiakban felsorolásra kerül, melyek azok a dalok, amelyek ott szerepeltek.
| Cím                                      | Az ünnepi szezon csúcspozíciói | Az ünnepi szezon csúcspozíciói | Az ünnepi szezon csúcspozíciói | Az ünnepi szezon csúcspozíciói | Az ünnepi szezon csúcspozíciói | Az ünnepi szezon csúcspozíciói | Az ünnepi szezon csúcspozíciói | Az ünnepi szezon csúcspozíciói | Az ünnepi szezon csúcspozíciói | Az ünnepi szezon csúcspozíciói | Az ünnepi szezon csúcspozíciói | Album                      |
| Cím                                      | 2011                           | 2012                           | 2013                           | 2014                           | 2015                           | 2016                           | 2017                           | 2018                           | 2019                           | 2020                           | 2021                           | Album                      |
| ---------------------------------------- | ------------------------------ | ------------------------------ | ------------------------------ | ------------------------------ | ------------------------------ | ------------------------------ | ------------------------------ | ------------------------------ | ------------------------------ | ------------------------------ | ------------------------------ | -------------------------- |
| "Have Yourself a Merry Little Christmas" | 32                             | 47                             | 55                             | 82                             | 81                             | 64                             | 74                             | —                              | —                              | —                              | —                              | Christmas Portrait         |
| "Merry Christmas Darling"                | 35                             | 24                             | 38                             | 53                             | 63                             | 25                             | 57                             | 38                             | 40                             | 81                             | 73                             | Christmas Portrait         |
| "Home for the Holidays"                  | —                              | 41                             | 45                             | 65                             | 57                             | 36                             | 92                             | 82                             | 88                             | —                              | 97                             | An Old-Fashioned Christmas |
| "Sleigh Ride"                            | —                              | —                              | 78                             | 99                             | —                              | —                              | 95                             | —                              | —                              | —                              | —                              | Christmas Portrait         |
| "I'll Be Home for Christmas"             | —                              | —                              | —                              | —                              | 72                             | —                              | —                              | —                              | —                              | —                              | —                              | Christmas Portrait         |

## Videókiadványok
| Cím                                      | Megjegyzések | Helyezések                               |
| ---------------------------------------- | --- | ---------------------------------------- |
| Gold: Greatest Hits                      | - Eredetileg VHS kazettán jelent meg 1985-ben Yesterday Once Morecímmel. - 2002-ben kiadták DVD-n „Gold: Greatest Hits” néven. - A Carpenters első videóválogatása. - Label: A&M Video - Formátum: Betamax, VHS, Laserdisc, DVD | - RIAA: Arany - ARIA: Arany - BPI: Arany |
| Interpretations                          | - Megjelent: 1995. május 9. - A Carpenters második videóválogatása. - Label: A&M Video - Formátum: VHS, Laserdisc, DVD | - BPI: Arany                             |
| Close to You: Remembering the Carpenters | - Megjelent: 1998. május 1. - A Carpenters első DVD dokumentumfilmje. - Label: MPI Home Video - Formátum: VHS, Laserdisc, DVD                                                                                                   | - RIAA: Arany                            |
| Carpenters: Christmas Memories           | - Megjelent: 2016 - Csak PBS adományozással érhető el - Carpenters collection of Christmas videos - Label: A&M Video - Formátum: DVD                                                                                            |                                          |

## Filmzene
| Év   | Dal                             | Megjegyzés                           | Album                                                                         |
| ---- | ------------------------------- | ------------------------------------ | ----------------------------------------------------------------------------- |
| 1971 | "Bless the Beasts and Children" | - A dal eredeti előadói 1971 nyarán. | Bless the Beasts and Children (filmzene verzió) A Song for You (album verzió) |